# Saint-Loup (Tarn-et-Garonne)
Saint-Loup é uma comuna francesa na região administrativa de Occitânia, no departamento de Tarn-et-Garonne. Estende-se por uma área de 14,21 km². Em 2010 a comuna tinha 529 habitantes (densidade: 37,2 hab./km²).